# Centro sportivo Giovanni Arvedi
Il centro sportivo "Giovanni Arvedi" è un centro sportivo di Cremona di proprietà della società di calcio italiana Unione Sportiva Cremonese.
La struttura ospita, dal 2011, gli allenamenti della prima squadra e gran parte delle attività del settore giovanile, oltre ad essere la sede del club.
Il centro d'allenamento si trova in largo degli Sportivi, 18 nel centro cittadino della città lombarda.

## Strutture

### Area sportiva
L'area sportiva del centro comprende:
- cinque campi da calcio regolamentari:[1]
  - tre campi in erba naturale;
  - due campi in erba sintetica;
- una parte del fabbricato, su due piani fuori terra, in cui sono presenti:[1]
  - spogliatoio per la prima squadra;
  - sei spogliatoi per il settore giovanile;
  - due spogliatoi per arbitri e allenatori;
  - palestra comune;
  - sala idromassaggio;
  - sala medica;
  - sala fisioterapia e sala massaggi;
  - spogliatoi per lo staff della prima squadra.

### Area direzionale
L'area direzionale del centro comprende:
- la restante parte del fabbricato, su due piani fuori terra, in cui sono presenti:[1]
  - reception,
  - sala stampa/riunioni;
  - uffici per prima squadra e settore giovanile;
  - appartamento del custode;
  - camere uso foresteria per gli ospiti
  - un ampio spazio ricreativo con annessa piccola cucina per ragazzi;
  - magazzino e due ampi spazi coperti per attività ricreative.